# Гомилиарий
Гомилиа́рий (лат. Ноmiliаrium) — средневековая литургическая книга, содержащая сборники гомилий (проповедей), составленных из сочинений Отцов Церкви: Златоуста, Василия Великого, Григория Богослова, Августина, Амвросия, Григория Двоеслова и др.

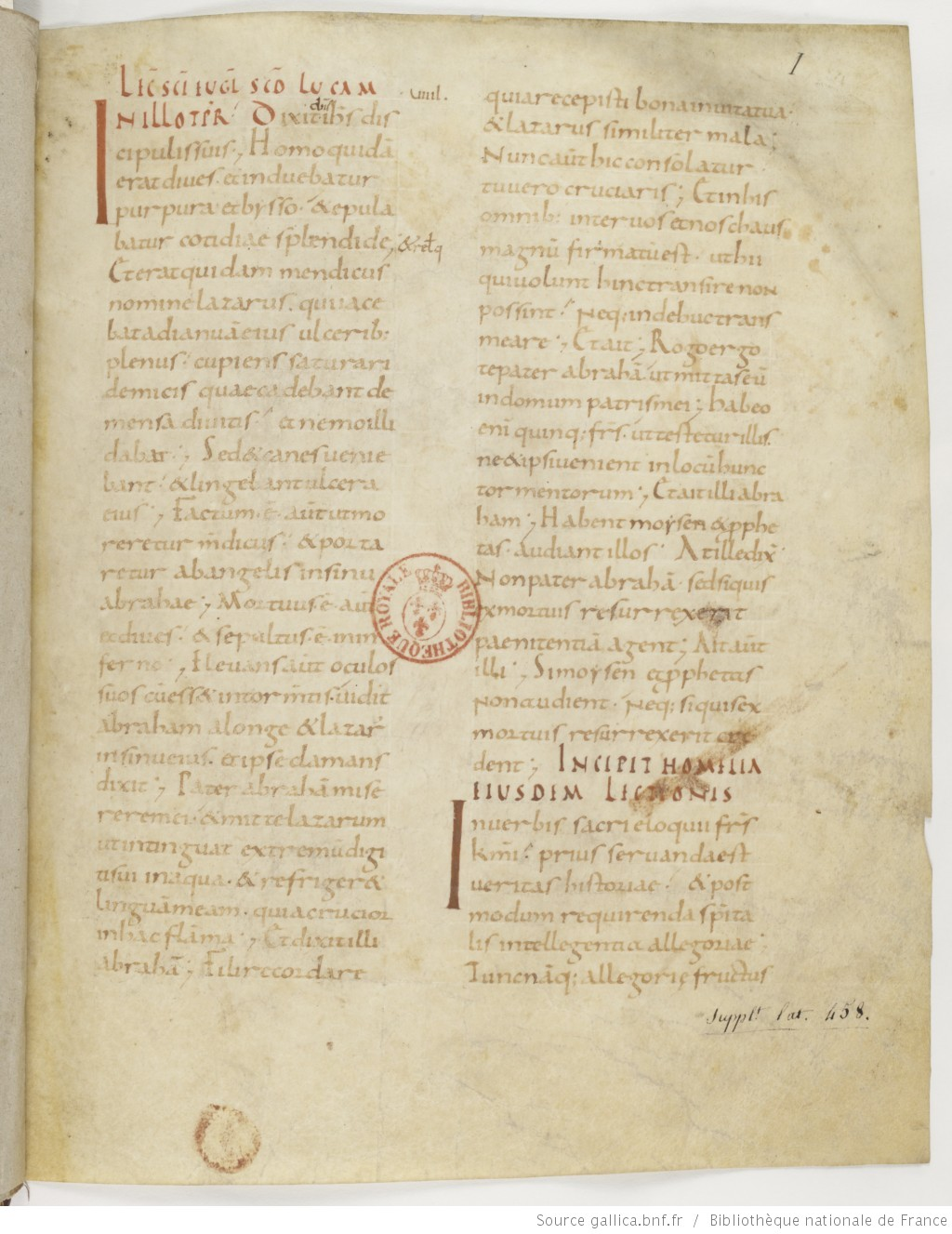
Первая страница гомилиария Павла Диакона

Первые гомилиарии были созданы в римской провинции Африка на основе проповедей Августина Блаженного. Гомилиарии активно использовались в Церкви в VII—X века, как пособия и образцы для проповедей священников. Вместе с тем в условиях упадка образования священников в это время зачастую находившиеся в гомилиарии проповеди прочитывались буквально священниками за литургией.
Наибольшее значение имел гомилиарий Павла Диакона, который тот составил по поручению императора Карла Великого. Этот гомилиарий был дополнен в начале IX века Алкуином.
Расцвет гомилиариев пришёлся на XI—XIII века, гомилиарии этого времени как правило представляли собой компиляции гомилиариев I тысячелетия (Павла Диакона, Адана из Фарфы, Рабана Мавра), дополненные отдельными новыми проповедями. В конце XI века, вероятно в Бургундии, был составлен один из наиболее популярных гомилиариев этой эпохи «Проповеди или трактаты святых католических Отцов» — самый хорошо сохранившийся экземпляр этого гомилиария хранится в монастыре Великая Шартреза.
Постепенно гомилиарии сходили на нет, а окончательно ликвидированы в качестве официальной богослужебной книги в ходе реформ Второго Ватиканского собора.